# Edward Glaeser
Edward L. Glaeser, né le 1er mai 1967 à New York, est un économiste américain, spécialisé dans l'économie de l'urbanisme et l'économie politique.

## Biographie
Il est le fils de Ludwig Glaeser (1930-2006) et de Elizabeth Glaeser. Son père avait faiit des études d'architecture et un Ph.D. en histoire à Berlin, et lui a transmis la passion pour les villes. Sa mère, cadre supérieur à Deloitte l'a aussi influencé.
Il fait des études doctorales à l'Université de Chicago sous la direction de José Scheinkman (en), où il obtient un Ph.D. en 1992.
Il rejoint ensuite le corps professoral de l'Université Harvard.

## Travaux
Glaeser est connu pour ses travaux montrant les avantages économiques et sociaux d'un logement dense et abondant dans les villes.

## Bibliométrie
En 2024, son indice h vaut 148 d'après Google scholar . Ideas le classe 58e économiste mondial. Research.com le classe 8e économiste mondial avec un indice h égal à 135.

## Distinctions
- 1997 : Bourse Sloan
- 2005 : Fellow de la Société d'économétrie
- 2010 : Membre de l'Académie américaine des arts et des sciences
- 2018 : Herbert Simon Fellow de l'American Academy of Political and Social Science (en)[5]

- Ressources relatives à la recherche :   - Google Scholar
  - Mathematics Genealogy Project
  - Research Papers in Economics
- Ressource relative à la vie publique :   - C-SPAN
- Notices d'autorité :   - VIAF
  - ISNI
  - BnF (données)
  - IdRef
  - LCCN
  - GND
  - Japon
  - CiNii
  - Belgique
  - Pays-Bas
  - Pologne
  - Israël
  - NUKAT
  - Catalogne
  - Suède
  - Norvège
  - Croatie
  - Tchéquie
  - WorldCat